# Tczyca
Tczyca est une localité polonaise de la gmina de Charsznica, située dans le powiat de Miechów en voïvodie de Petite-Pologne.